# Anja Rammig
Anja Rammig (* 1975) ist eine deutsche Klimawissenschaftlerin. Sie ist Inhaberin der Professur für Land Surface-Atmosphere Interactions (Wechselwirkungen zwischen der Landoberfläche und der Atmosphäre) an der Technischen Universität München.

## Leben
Rammig absolvierte an der Friedrich-Alexander-Universität Erlangen-Nürnberg ein Studium der Biologie und promovierte 2006 an der ETH Zürich in den Umweltwissenschaften. Sie war am Institut für Schnee- und Lawinenforschung (SLF), der Universität Lund und dem Potsdam-Institut für Klimafolgenforschung (PIK) wissenschaftlich tätig. Im Jahr 2015 wurde sie an die TU München berufen.

## Wirken
Rammigs Forschung befasst sich mit den Auswirkungen von Umweltveränderungen auf terrestrische Ökosysteme und die Atmosphäre. Sie hat dabei Beiträge zum Verständnis komplexer Reaktionen von Ökosystemen auf Klima- und Landnutzungswandel geleistet. In ihrer Arbeit hat sie sich vielfach mit den klimabedingten Veränderungen im Amazonas-Gebiet befasst. Bisher gilt das Gebiet als Kohlenstoffsenke, also als Gebiet in dem große Mengen des klimaschädlichen Kohlenstoffdioxids gebunden werden. Hierzu sagte sie mit Bezug auf ihre Forschungsergebnisse einmal: „Heute wird die Regenzeit im südlichen und östlichen Amazonasgebiet feuchter und die Trockenzeit trockener, da sich die Meeresoberflächentemperaturen ändern und den Feuchtigkeitstransport durch die Tropen beeinflussen.“

## Veröffentlichungen (Auswahl)
- Rammig, A. et al. (2010). Estimating the risk of Amazonian forest dieback. New Phytologist  187: 694–706. doi:10.1111/j.1469-8137.2010.03318.x
- Reichstein, M. et al. (2013). Climate extremes and the carbon cycle. Nature, 500(7462), 287–295. doi:10.1038/nature12350
- Zemp, D.C. et al. (2017). Self-amplified Amazon forest loss due to vegetation-atmosphere feedbacks. Nature communications, 8, 14681. doi:10.1038/ncomms14681
- Fleischer, K. et al. (2019). Future CO2 fertilization of the Amazon forest hinges on plant phosphorus use and acquisition. Nature Geoscience 12, 736–741. doi:10.1038/s41561-019-0404-9